# Minetti Quartett
Das Minetti Quartett ist ein in Wien beheimatetes österreichisches Streichquartett. Der Name bezieht sich auf ein Schauspiel des Schriftstellers Thomas Bernhard, der lange Zeit in Ohlsdorf, wo auch die beiden Geigerinnen des Quartetts aufwuchsen, wohnte.

## Geschichte und künstlerisches Wirken
Das Ensemble wurde 2003 an der Universität für Musik und darstellende Kunst Wien gegründet. Lehrer und Mentoren des Minetti Quartetts waren Johannes Meissl, Hatto Beyerle und die Mitglieder des Alban Berg Quartetts. Künstlerische Impulse erhielt das Ensemble zudem vom Artemis Quartett sowie als Mitglied der European Chamber Music Academy (ECMA) vom Amadeus-Quartett, dem Quatuor Mosaïques und dem Hagen-Quartett.
Das Quartett konzertierte in zahlreichen namhaften europäischen Konzerthäusern sowie bei renommierten Kammermusik-Festivals. Als Beispiele dienen die Konzerte in der Londoner Wigmore Hall, dem Concertgebouw Amsterdam, dem Palau de la Música Barcelona, dem Konserthuset Stockholm, der Berliner Philharmonie, der Kölner Philharmonie, dem Festspielhaus Baden-Baden, dem Wiener Konzerthaus und dem Wiener Musikverein sowie bei der Schubertiade Schwarzenberg. Konzertreisen führten das Streichquartett zudem nach Japan, China, Australien, Argentinien und in die USA. Mittlerweile zählt das Ensemble zu den führenden österreichischen Streichquartetten seiner Generation.
Zu den Kammermusikpartnern des Minetti Quartetts zählen Till Fellner, Martin Fröst, Sharon Kam, Tatjana Masurenko, Paul Meyer, Alois Posch, Thomas Riebl, Fazil Say, Matthias Schorn, Camille Thomas, István Várdai und Jörg Widmann.
Seit 2017 gestaltet das Minetti Quartett im Wiener MuTh einen eigenen Konzertzyklus.
Das Minetti Quartett spielt auf zwei Geigen von Giovanni Battista Guadagnini (Maria Ehmer auf der „Mantegazza“ von 1774 und Anna Knopp auf der „ex Meinel“ von ca. 1770–1775) sowie einem Violoncello von Giovanni Tononi (Bologna 1681), die ihm von der Österreichischen Nationalbank leihweise zur Verfügung gestellt werden. Milan Milojicic spielt eine Bratsche von Bernd Hiller (2009).

## Mitglieder
- Maria Ehmer, Violine
- Anna Knopp, Violine
- Milan Milojicic, Viola (seit 2011)
- Leonhard Roczek, Violoncello
- ehemaliges Mitglied: Markus Huber, Viola (von 2003 bis 2010)

## Repertoire
Das Repertoire des Minetti Quartetts umfasst Streichquartette und Kammermusikstücke von der Wiener Klassik bis zur zeitgenössischen Musik.

## Preise und Auszeichnungen
- 2003: Großer Gradus ad Parnassum Preis
- 2003: Herbert von Karajan-Stipendium
- 2006: Gewinner des Internationalen Streichquartett-Wettbewerbs „Franz Schubert und die Musik der Moderne“ in Graz[10]
- 2007: 1. Preis beim Internationalen Rimbotti Wettbewerb für Streichquartett in Florenz
- 2007: Haydn-Preis beim Internationalen Joseph Haydn Kammermusik Wettbewerb in Wien[11]
- 2008/2009: „Rising Star“ der European Concert Hall Organisation
- 2010: START-Stipendium des Österreichischen Bundesministeriums für Unterricht, Kunst und Kultur

## Diskographie
- Joseph Haydn Streichquartette op. 64/4, op. 74/3, op. 76/5 (SCM Hänssler; 2009)[12]
- Felix Mendelssohn Bartholdy Streichquartette op. 13 & 12 (SCM Hänssler; 2012)[13]
- Clarinet Quintets Mozart, Brahms, Sulzer (Avi-music; 2013)
- Ludwig van Beethoven Streichquartette op. 18/4, op. 95, op. 18/2 (SCM Hänssler; 2014)
- Franz Schubert Streichquartett D 810 „Der Tod und das Mädchen“, Felix Mendelssohn Bartholdy Streichquartett op. 80 (Hänssler Classic; 2018)[14]
- Berg op.3 – Ligeti Nr.1 – Shostakovich Nr.7 string quartets (Hänssler Classic; 2023) https://www.thestrad.com/reviews/the-strad-recommends-minetti-quartet-berg-ligeti-shostakovich/17415.article